# Teatro della Concordia
Pour les articles homonymes, voir Teatro della Concordia.
Le Teatro della Concordia (français: Théâtre de la Concorde) à Monte Castello di Vibio (Italie) est le plus petit théâtre à l'italienne du monde .  Ce théâtre a la forme d'une cloche, typique pour le style italien. Il a seulement 99 sièges, qui sont répartis à 37 sièges places dans les loges et 62 sièges dans l'orchestre. La salle de spectacle a une superficie de 68 m2, la scène a 50 m2 et la salle d'entrée 29 m2. Grâce à son calendrier annuel avec des manifestations différentes, le Teatro della Concordia est un centre culturel actif et accessible au public.

## Histoire
Le Teatro della Concordia fut érigé en 1808, en pleine occupation napoléonienne, par quelques nobles familles italiennes locales. Son nom Concordia  (Concorde) lui est attribué pour rappeler le principe de la liberté, de la fraternité et de l'égalité. L'intérieur du théâtre fut décoré en 1892 par les fresques de Luigi Agretti (it).
En 2008, la salle d'exposition Sala espositiva Nello Latini a été ouverte dans le sous-sol du Teatro della Concordia à l'occasion du bicentenaire du théâtre. Le calendrier annuel avec des manifestations différentes est organisé par l’association Societá del Teatro della Concordia avec son président actuel Edoardo Brenci.
Parmi les artistes connus qui sont entrés en scène au Teatro della Concordia sont l’actrice italienne Gina Lollobrigida et la guitariste autrichienne Johanna Beisteiner.

## Galerie

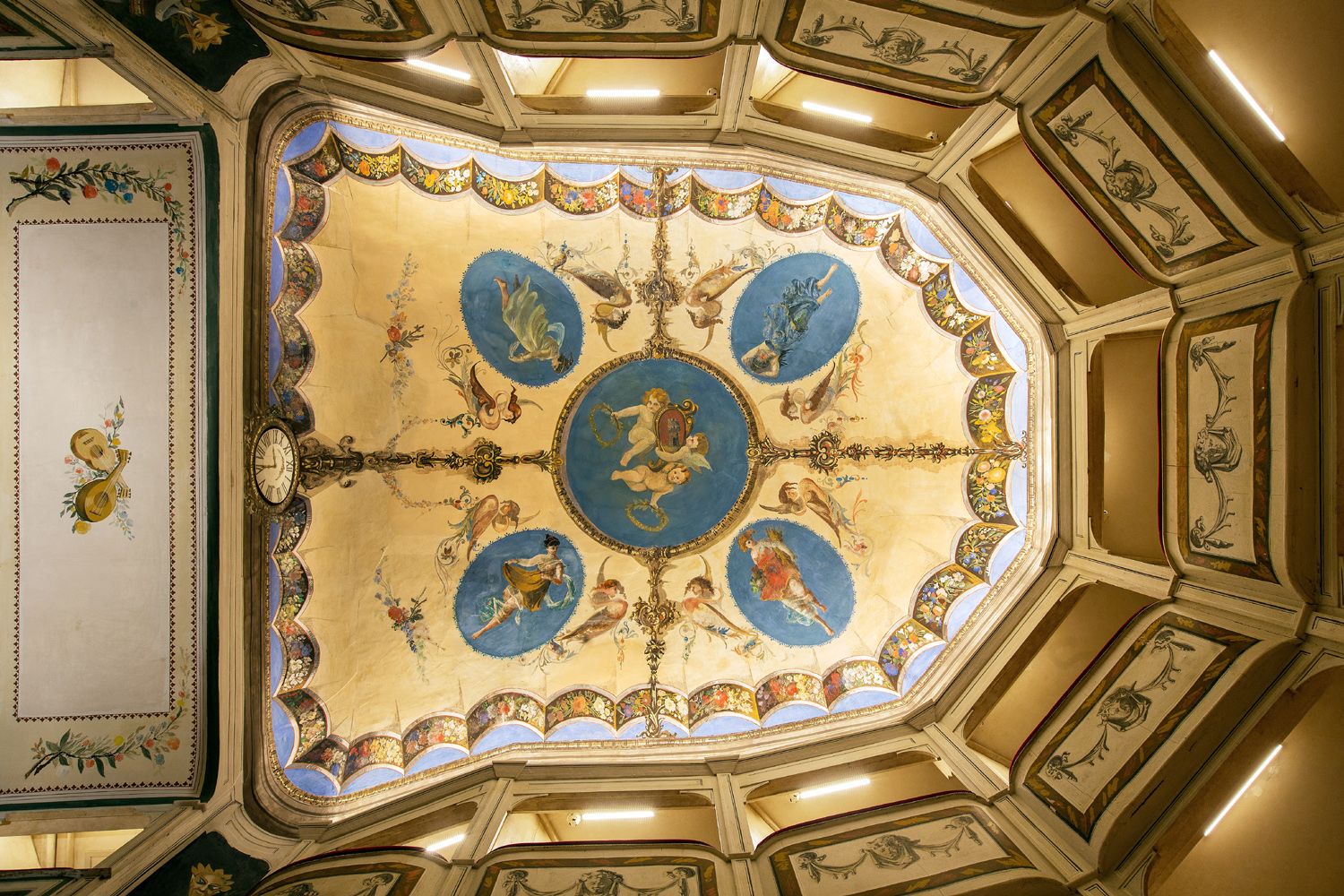
Fresque au plafond par Luigi Afretti
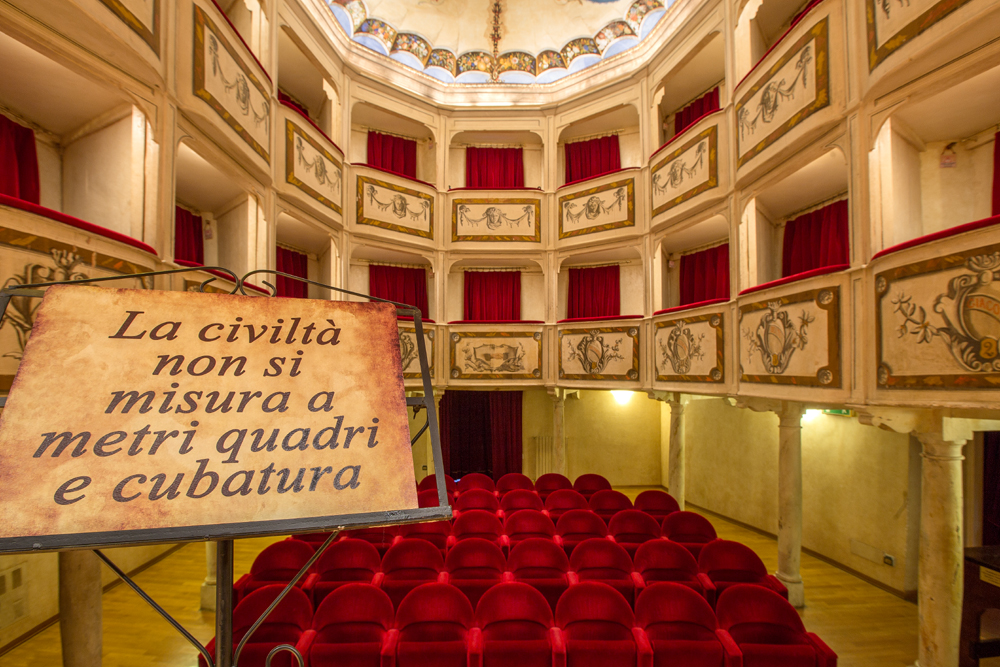
Salle et dicton La civiltà non si misura a metri quadri e cubatura. - La civilisation ne se mesure pas en mètres carrés et capacité.
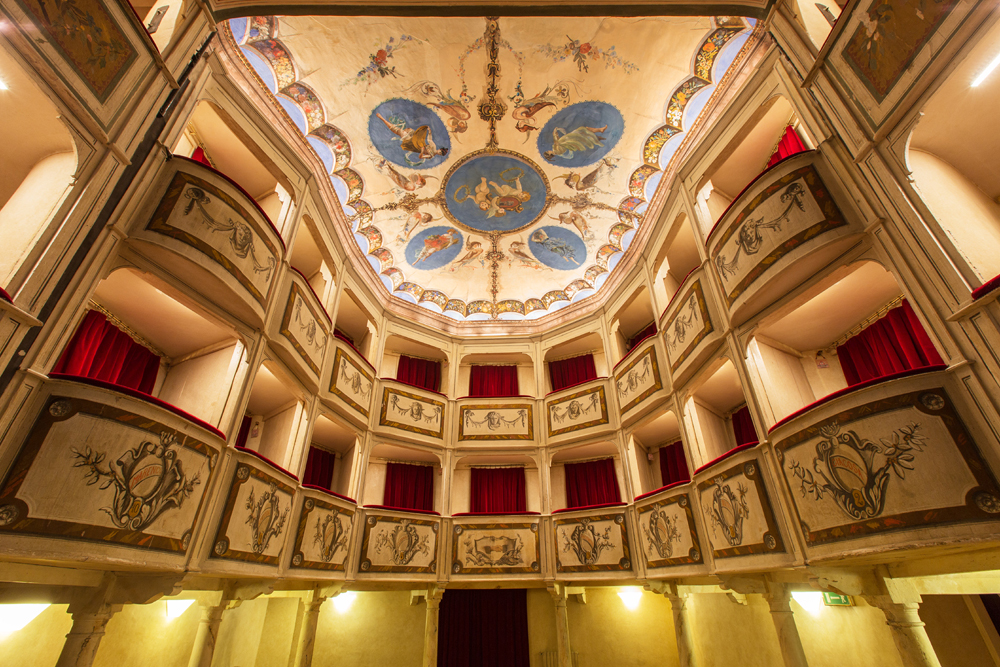
Loges et parts de la fresque au plafond
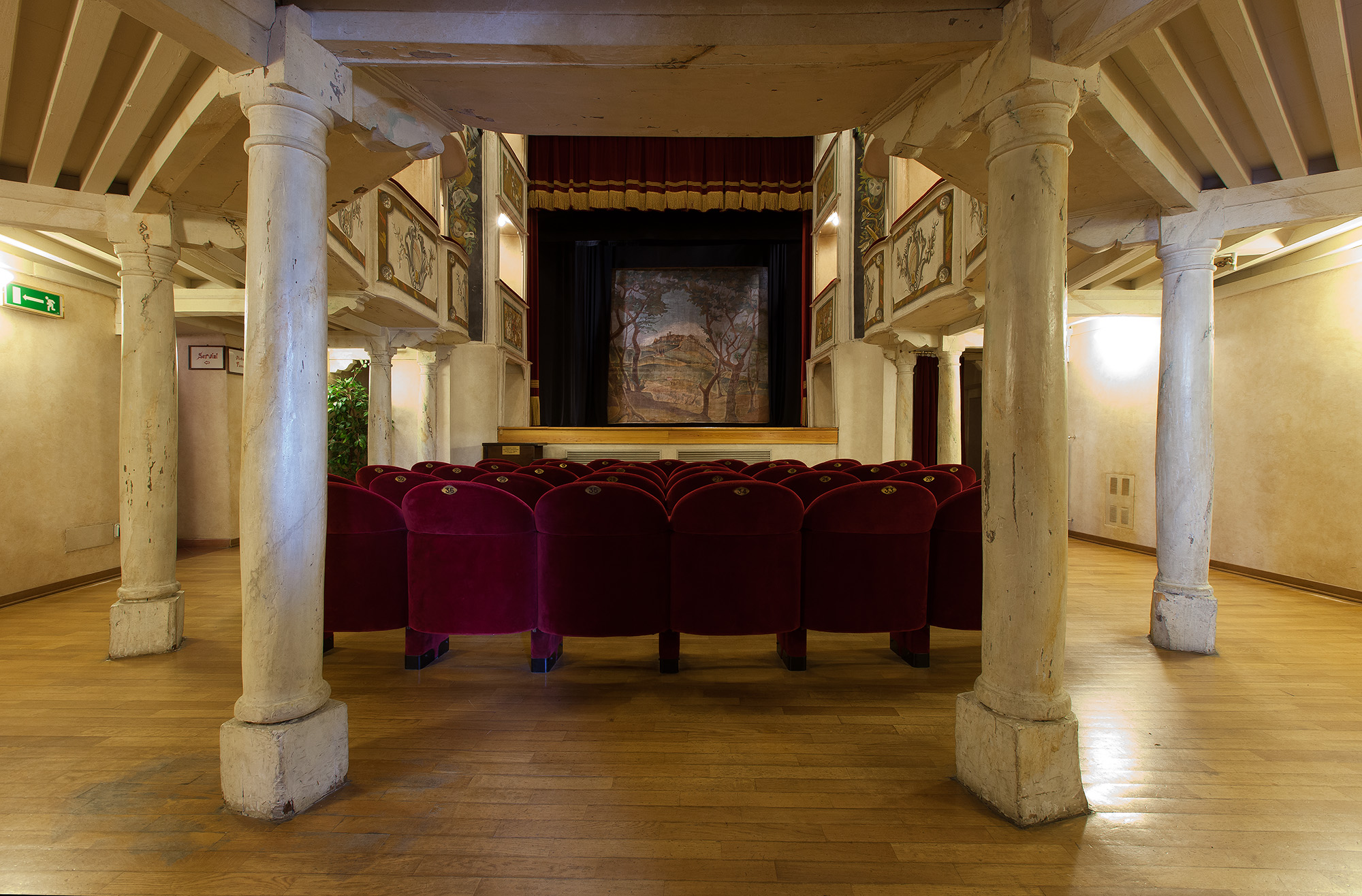
Orchestre et scène
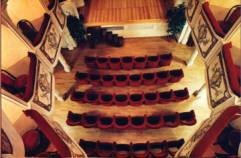
Salle en forme d'une cloche
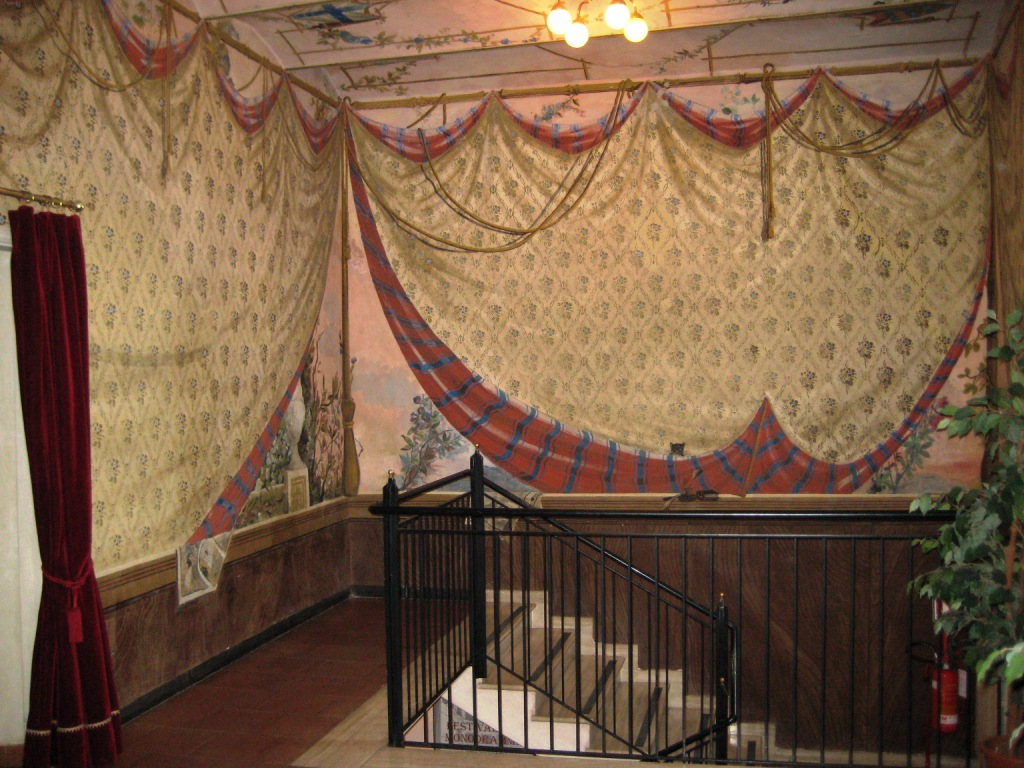
Entrée
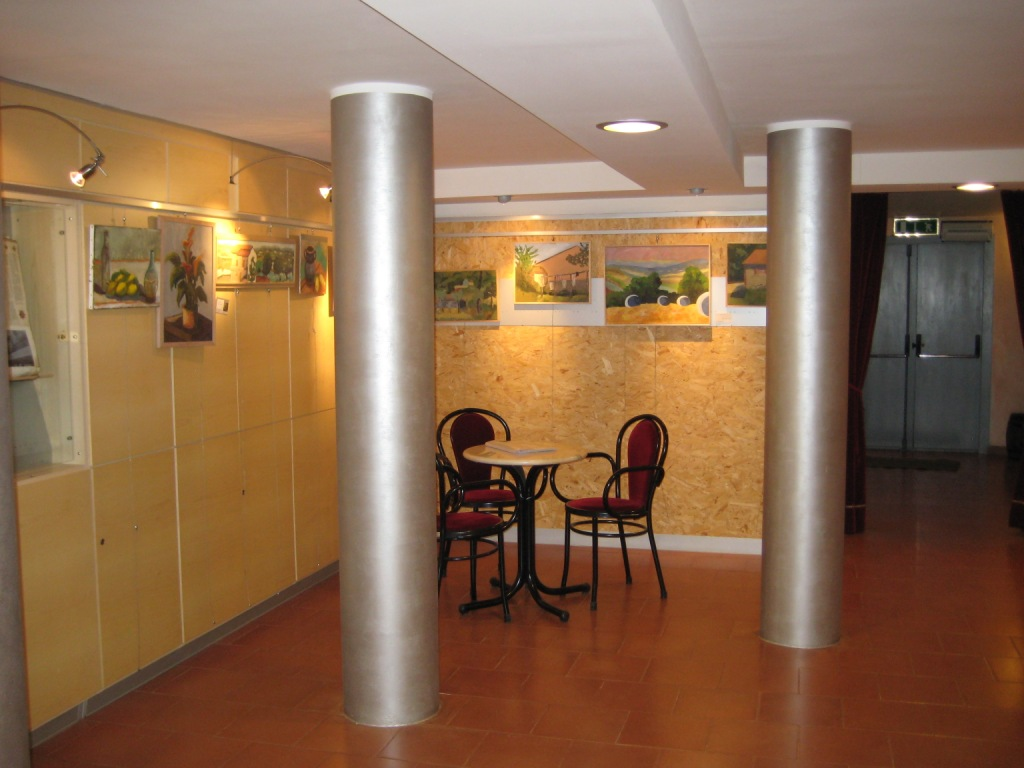
Salle d‘exposition